# Ludwig Ludwig
Ludwig Ludwig, genannt Ludovici, (* 5. September 1640 in Oberschwarzach; † 23. Mai 1696 in Nürnberg) war von 1686 bis 1696 Abt des Zisterzienserklosters in Ebrach.

## Leben
Ludwig Ludwig wurde am 5. September 1640 im unterfränkischen Oberschwarzach geboren. Über seine Eltern und Geschwister schweigen die Quellen, auch über die Ausbildung des jungen Ludwig sind keine Archivalien zu finden. Spätere Beschreibungen bezeichnen den Abt als studierten Theologen und Philosophen, der auch in der Baukunst geschult war. Erst mit seinem Gelübde wird der Name Ludwig Ludwig wiederum genannt. Am 25. Januar 1662 trat er in das Zisterzienserkloster Ebrach ein. Am 2. August 1665 feierte er bereits seine Primiz.
Nach dem Tod seines Vorgängers Alberich Degen im Abtsamt 1686, wurde Ludwig noch am 1. Dezember desselben Jahres zum dreiundvierzigsten Prälaten des Klosters gewählt. Der Abt förderte sofort die Wissenschaften in seiner Abtei, wozu er viele Mönche an Hochschulen der Umgebung sandte. Gleichzeitig begann er 1688 mit der Errichtung neuer Klostergebäude. So ließ er die Konventsgebäude durch Joseph Greissing und Balthasar Neumann neu erbauen. Außerdem errichtete er einen Getreidespeicher im Klosterdorf Sulzheim und den Blutsbrunnen in Burgwindheim.
Die langandauernden Spannungen mit dem Würzburger Bischof flammten unter Abt Ludwig wieder auf. Während der Verwaisung der Abtei waren Räte des Fürstbischofs auf Ebracher Gebiet gekommen und hatten Übergriffe gegen die Bevölkerung zu verantworten. Auch machte der sogenannte „Weinkrieg“, die Beschlagnahmung einer Weinfuhre 1691, mit Würzburg dem Abt Ludwig zu schaffen. Erneut stand auch das Investiturrecht auf der Tagesordnung. Erst ein erneuter Prozess vor dem Reichskammergericht und die Vermittlung durch den Deutschen Orden und Johann Euchar von Eichstätt brachte Frieden.
Sogar mit dem nahen Bistum Bamberg geriet der Abt in Streit. Als Ludwig Ludwig 1690 während der Abtswahl von Gallus Knauer im Kloster Langheim geweilt hatte, hatte er einigen Professen die Niederen Weihen erteilt. Der Bamberger Bischof Philipp Valentin ging gegen diese Praktik beim Heiligen Stuhl vor, woraufhin Abt Ludwig Ludwig das Kloster in Richtung Nürnberg verließ. Hier, im Ebracher Hof, erlitt er eine schwere Lungenentzündung, an der er am 24. Mai 1696 verstarb.

## Wappen

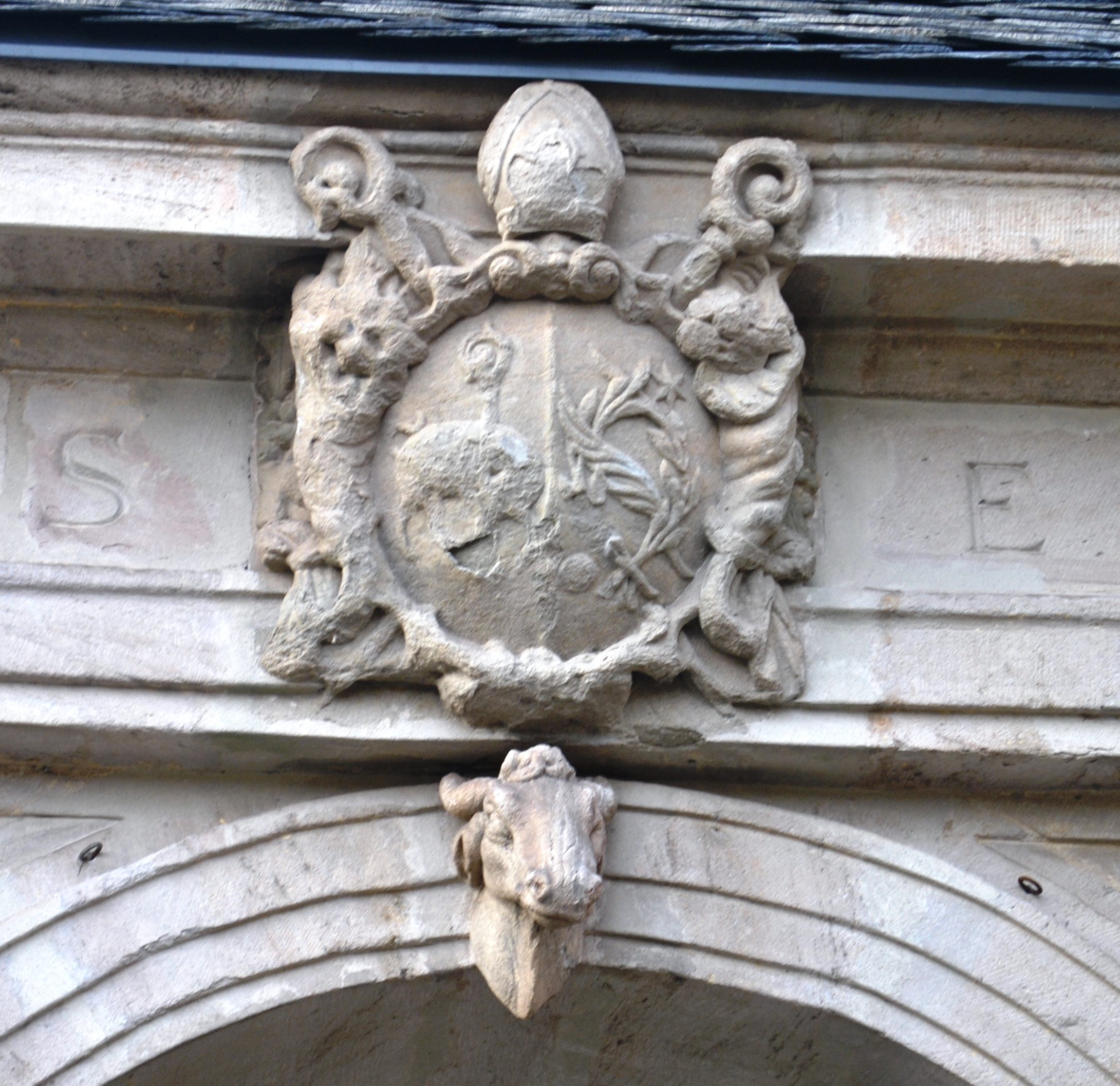
Das Wappen des Abtes Ludwig Ludwig

Das persönliche Wappen des Abtes Ludwig Ludwig hat sich lediglich, stark verwittert, auf dem Blutbrunnen im Klosterdorf Burgwindheim erhalten. Die heraldisch rechte Seite des senkrecht geteilten Wappens zeigt einen stehenden Abtsstab, davor ein Wildschwein. Die Gründungslegende des Klosters erzählt, ein Eber habe den Mönchen den Ort für die Klostergründung gewiesen, indem er ihnen den Abtsstab entriss und ihn an der Stelle des späteren Klosters fallen ließ. Das linke Feld enthält eine schräggestellte Feder zwischen zwei Palmzweigen, darüber einen Stern. Die Tingierung des Wappens ist nicht bekannt.